# 達可巴
達可巴（又譯達戈巴、達哥巴、丹卡巴），是《星際大戰》的世界觀中的虛構行星，出現於《星際大戰五部曲：帝國大反擊》、《星際大戰六部曲：絕地大反攻》、《星際大戰三部曲：西斯大帝的復仇》的刪節片段、及其他媒體之中。達可巴被描述為一個充滿黝暗的樹沼、冒著蒸氣的河道支流與茂密的叢林的星球，類似於石炭紀時期的地球。
達可巴富含強大的原力，並且被尤達選為隱居的地點以躲避銀河帝國。

## 提及

### 電影
達可巴最早出現於 1980 年 的《星際大戰五部曲：帝國大反擊》中，主角路克·天行者駕駛著X翼戰機試圖降落於達可巴地表時遭遇了濃霧，這導致降落失敗且戰機因此陷入了泥沼之中。在離開戰機後，路克遇到了隱居於此的絕地大師尤達。尤達運用了達可巴的自然環境對路克進行訓練，例如透過移動長滿苔蘚的岩石來訓練念力、在佈滿植披樹根的地表奔跑、並利用藤蔓跨過障礙物或水體。在某處陰暗的洞穴外，路克感受到了強大的原力，而尤達叫路克前往洞穴內一探究竟。在洞穴中，路克遭遇了來自他心中原力黑暗面的心靈挑戰。
達可巴也出現於《星際大戰六部曲：絕地大反攻》中，講述了尤達的死亡；以及《星際大戰三部曲：西斯大帝的復仇》的刪節片段中，講述了尤達來到此星球的過程，不過這個片段被喬治·盧卡斯刪除因為他認為這樣導致電影會具有太多的結局片段。這個片段最後僅收錄於DVD之中，標題為《放逐至達可巴（Exile to Dagobah）》。

### 其他媒體
達可巴出現於電視影集《星際大戰：複製人之戰》的第 6 季中，講述了尤達來到了這個星球進行自我訓練，期望能透過原力獲得永生。

## 描述
達可巴為斯陸依司星區（Sluis sector）達可巴星系中唯一可居住的星球。這個星球佈滿了濃霧、沼澤與叢林，以及豐富的動植物生命，包括爬蟲類、兩棲類與昆蟲，時常能夠聽到牠們的鳴叫聲。然而達可巴上並沒有原生的高智能物種。有些生命體居住於矽化木所形成的洞穴之中。達可巴的節瘤樹（Gnarltree）幼苗外型就像地球的蜘蛛，同樣也會四處行走並以捕捉獵物為生，並在經歷變態後扎根成為不會移動的樹木型態。

### 書目
- Anderson, Kevin J. . New York: Bantam Books. 1995. ISBN 0-553-09302-9.

## 外部連結
- Dagobah in the Star Wars Databank （页面存档备份，存于）